# Den Harrow
Stefano Zandri (Nova Milanese, Olaszország, 1962. június 4. –) olasz könnyűzenei előadó és divatmodell, aki Den Harrow néven futó zenei projektjével lett ismert. A Den Harrow nevet eredetileg a projekt producerei, Turatti és Chieregato találták ki (a denaro szó olaszul pénzt jelent), Zandri azonban ezt a nevet használta saját művészneveként is pályafutása alatt.

## Pályafutása
A Den Harrow-projekt az 1980-as években vált népszerűvé, főként az akkoriban népszerű Italo disco műfajban alkotott slágereivel, mint a "Future Brain", a "Mad Desire", a "Bad Boy", a "Don't Break My Heart", a "Day by Day" vagy a "Catch the Fox", melyek mind az első két albumról, az Overpower és a Day by Day című lemezekről származtak. Ezek a dalok Olaszországban, Németországban, Svájcban és Svédországban is a zenei listák első tíz helyezettje közé kerültek.
Miután zenéjük éveken át nagy népszerűségnek örvendett, Stefano Zandri és producerei bevallották, hogy igazából nem is Zandri énekelte a dalokat, más előadók énekeltek helyette, ő csak az arcát adta a zenei videókban és a fellépések során. Ezen felül a producerek, R. Turatti és M. Chieregato eltitkolták Zandri olasz származását, helyette Manuel Stefano Carry, bostoni születésű zenészként próbáltak helyet találni neki a Polydor Recordsnál, mivel így könnyebben el lehetett adni az angol nyelvterületen, ahol az olasz előadókra szkeptikusan tekintettek.
Mint kiderült a vokálok jelentős részét Tom Hooker (Thomas Barbey-ként is ismert) amerikai énekes énekelte, aki akkoriban Olaszországban dolgozott. Ezen dalok közé tartozik az 1985–1986-os időszak számos jelentős Den Harrow-slágere, mint a "Don't Break My Heart", a "Bad Boy", a "Catch the Fox" és a "Future Brain". Egy másik, angol énekes, Anthony James került szerződtetésre az 1988-as Lies című album vokáljainak elénekléséhez, valamint olyan kislemezekhez, mint a "Holiday Night", a "My Time", a "You Have a Way". Egy interjú során Tom Hooker elmondta, azért döntöttek így, mert Zandri nem tudott énekelni, ezért az ő hangja egyáltalán nem, vagy csak minimális mértékben volt felhasználva, inkább az arcát, a megjelenését adta a projekthez. Hooker szerint a korábbi, "To Meet Me" és "A Taste of Love" című dalokhoz Chuck Rolando hangját használták, Silver Pozzoli olasz énekes-zenész pedig a "Mad Desire" vokáljait énekelte, bár ennek a dalnak a lemezen kiadott verzióján Tom Hooker vokáljai szerepelnek. Hooker szerint azonban az 1991-es "Ocean" című dal vokáljait maga Zandri énekelte. Később, 2010-ben Tom Hooker egy videóban közölte a hírt miszerint ő énekelte a Den Harrow-dalok jelentős részét, valamint hogy Zandri állítólag a Facebookon fenyegette meg, amiért ezt nyilvánosságra hozta.
1997-ben Zandri Kaliforniába költözött, ahol televíziós showkban szerepelt, 2007-ben pedig a weboldalán új dal jelent meg, "FEDEN - Lo so" címmel, amelyen Zandri a feleségével énekel.

## Diszkográfia

### Stúdióalbumok
- Overpower (1985)
- Day By Day (1987)
- Lies (1988)

### Válogatásalbumok
- The Best Of (1989)
- I Successi (1999)

### Válogatásalbumok új dalokkal
- I, Den (1996)
- Back From the Future (1999)

### Kislemezek
- To Meet Me (1983)
- A Taste of Love (1983)
- Mad Desire (1984)
- Bad Boy (1985)
- Future Brain (1985)
- Overpower / Broken Radio (1985)
- Charleston (1986)
- Catch the Fox (Caccia Alla Volpe) (1986)
- Day By Day (1987)
- Don't Break My Heart (1987)
- Tell Me Why (1987)
- Energy Rain (1987)
- You Have a Way (1988)
- Born to Love (1988)
- Lies / I Wanna Go (1988)
- My Time / You Have a Way (1988)
- Holiday Night (1989)
- Take Me Back (1989)
- Ocean (1991)
- All I Want Is You (1992)
- Real Big Love (1992)
- You and the Sunshine (1993)
- Take Me (1993)
- The Universe of Love (1994)
- I Need a Lover (1995)
- Tomorrow Is Another Day (1995)
- I Feel You (1996)
- Future Brain '98 (1998)
- Go Away (1999)
- Don't Break My Heart (2001 Remixes) (2001)
- Push Push (2006)

## Fordítás
- Ez a szócikk részben vagy egészben  a   Den Harrow című angol Wikipédia-szócikk ezen változatának fordításán alapul.  Az eredeti cikk szerkesztőit annak laptörténete sorolja fel. Ez a jelzés csupán a megfogalmazás eredetét és a szerzői jogokat jelzi, nem szolgál a cikkben szereplő információk forrásmegjelöléseként.